# Travisia oregonensis
Travisia oregonensis är en ringmaskart som beskrevs av Fauchald och Hancock 1984. Travisia oregonensis ingår i släktet Travisia och familjen Opheliidae. Inga underarter finns listade i Catalogue of Life.